# Agnieszka Skrzypulec

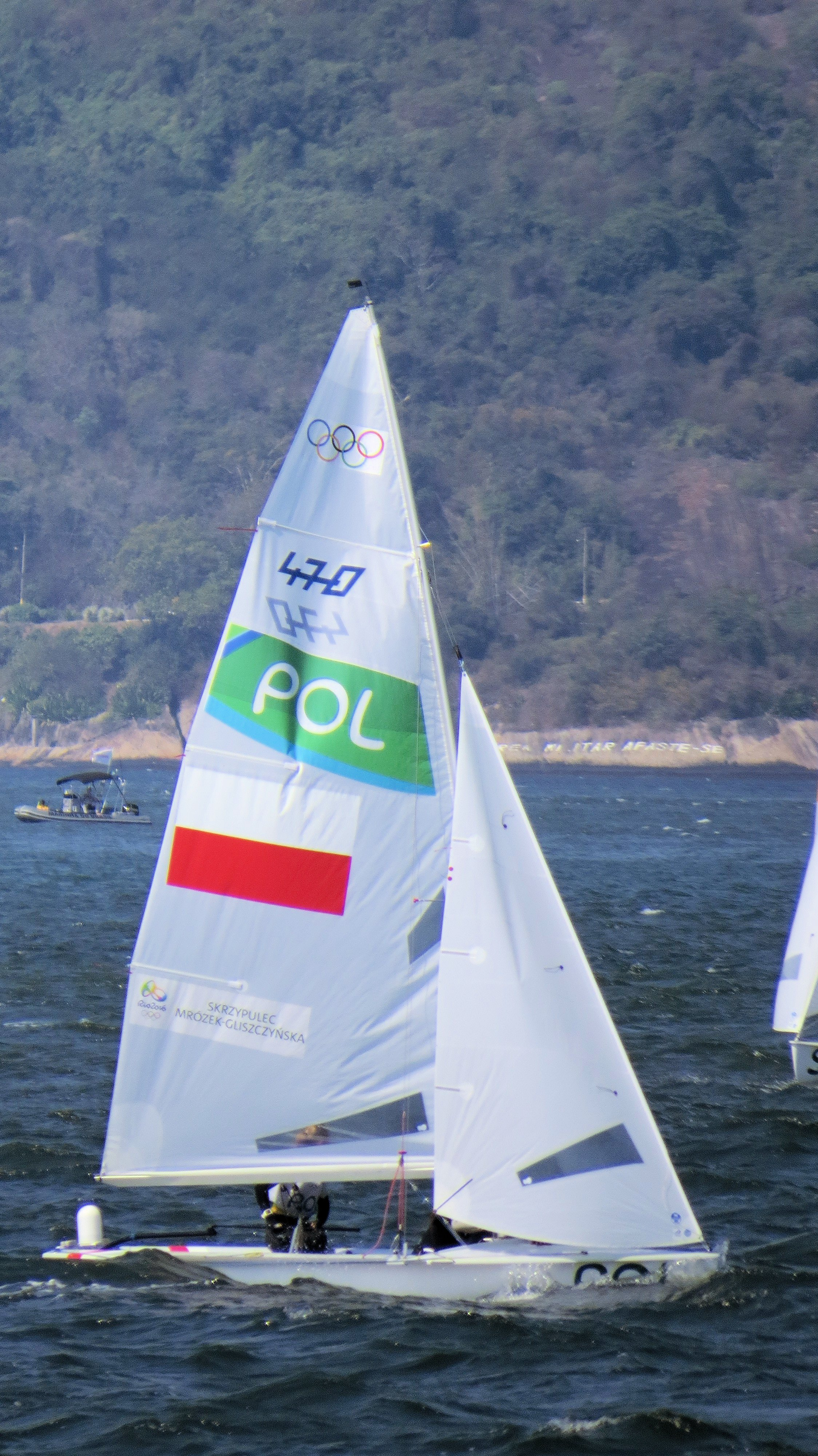
Skrzypulec wraz z partnerką, Irminą Mrózek Gliszczynską, na Igrzyskach Olimpijskich w Rio de Janeiro w 2016 roku.

Agnieszka Maria Skrzypulec-Szota (ur. 3 czerwca 1989 w Szczecinie) – polska żeglarka, reprezentantka Polski w żeglarstwie w klasie 470, uczestniczka Letnich Igrzysk Olimpijskich 2012, 2016 i 2020, wicemistrzyni olimpijska, mistrzyni świata.
Reprezentuje klub SEJK Pogoń Szczecin. Jej największymi sukcesami są złoty medal mistrzostw świata w Salonikach (2017, w parze z Irminą Mrózek Gliszczynską), wicemistrzostwo olimpijskie (2021, w parze z Jolantą Ogar-Hill), brązowy medal mistrzostw Europy (2017, w parze z Jolantą Ogar). W 2004 zajęła 4. miejsce w Mistrzostwach Europy klasy Optimist, w 2012 21. miejsce na mistrzostwach świata.
W latach 2003 i 2004 wywalczyła Mistrzostwo Polski w klasie Optimist.
Jest laureatką Wielkiej Honorowej Nagrody Sportowej za 2017 rok. W 2021 została odznaczona Krzyżem Kawalerskim Orderu Odrodzenia Polski.